# Blagovijest (časopis)
Blagovijest je mjesečno glasilo Beogradske nadbiskupije, a jedno vrijeme je izlazio samo četiri puta godišnje "Zvonik" na međ. forumu hrv. manjina. Izlazi u Beogradu.
Ime je dobio po Blagovijesti.
Cilj ovog lista, kako je još impresum prvog broja bio objavio, "Da duhovno dođemo što češće do naših vjernika i da im priopćimo sve što će moći okrijepiti i razveseliti njihove duše".
Časopis je utemeljen 1928. u Skoplju, na poticaj ondašnjeg skopskog biskupa Janeza Gnidovca.
Prvi urednici su bili iz redova isusovaca, a većina vjernika kojima se obraćao su bili iz redova albanskog naroda. List je nastavio s izlaženjem i nakon što su isusovci otišli iz Skoplja.
Prvi prekid izlaženja je Blagovijest imala za vrijeme drugog svjetskog rata i neposrednog poraća, od 1941. do 1946.
1946. ponovno počinje izlaziti, ali u Nišu. Jedno vrijeme je bila izlazila i na ćirilici. Iste se godine uredništvo seli u Nadbiskupski ordinarijat u Beograd.
Jedno vrijeme nakon rata, Blagovijest je za područje FNRJ važila kao jedini katolički časopis općeg karaktera.
Drugi prekid izlaženja je bio 1987., kada je iz Beograda otišao višegodišnji urednik Blagovijesti, beogradski nadbiskup Alojz Turk.
Rad mu obnavljaju Franc Perko, novi nadbiskup Beogradske nadbiskupije, zajedno sa skupinom svećenika zanesenih u novinarski rad, tako da je list izlazio i za najteže vrijeme po katolike u Srbiji, za Domovinskog rata u Hrvatskoj i rata u BiH.
S obzirom na to da u Beogradskoj nadbiskupiji žive katolički vjernici iz redova 24 nacionalne zajednice, a jer je temeljno načelo tamošnje nadbiskupije da se "u jezičnom smislu nikome ništa ne nameće", tako autori pišu članke u ovom mjesečniku svatko na svome jeziku.

## Urednici
(popis nepotpun)
- Alojz Turk, beogradski nadbiskup
- o. Leopold Rochmes OFM, generalni vikar beogradske nadbiskupije (stanje 2003.)

## Vanjske poveznice
- Dom i svijet br. 419, 28. ožujka 2003. Katolički list Blagovijest proslavio 75. obljetnicu
- Glas Koncila  Arhivirana inačica izvorne stranice od 27. listopada 2007. (Wayback Machine) Iz života hrvatskih katolika izvan Hrvatske - Osmijeh Beogradske Bogorodice
- Subotička biskupija  Arhivirana inačica izvorne stranice od 24. lipnja 2017. (Wayback Machine) Agape - 25 godina jedne izdavačke kuće